# Rhopalodes concinna
Rhopalodes concinna là một loài bướm đêm trong họ Geometridae.